# Grande Île (Cosmoledo)
Grande Île oder Wizard Island ist eine Insel der Seychellen.

## Geographie
Die Insel liegt im Atoll Cosmoledo in den Outer Islands. Mit einer Fläche von 1,6 km² nimmt sie fast ein Drittel der Landfläche des Atolls ein. Auf der Insel stehen einige Fischerhütten.
Die Insel ist ein Caye oder Motu, der gehobene Riffsaum des Atolls. Grande Île bildet dabei die Südostseite des Atolls. Die Insel ist etwa 3,5 km lang und maximal 500 m breit. Im Südwesten verläuft der Grand Passe (Southeast Passage) und auf der gegenüberliegenden Seite schließt sich die Insel Ile Pagode an. Nördlich von Grande Île liegt die Insel Ile Petite Polyte.